# استفانی دل واله
استفانی دل واله (متولد ۳۰ دسامبر ۱۹۹۶) موسیقیدان، مدل و ملگه زیبایی اهل پورتوریکو است. او برنده دوشیزه دنیا ۲۰۱۶ که در واشینگتن، دی.سی. برگزار می‌شد شد. وی دومین زنی است که از کشور پورتوریکو به عنوان دوشیزه دنیا انتخاب شده است.

## حرفه
دل واله در دانشگاه پیس در شهر نیویورک در مقطع کارشناسی در رشته مطالعات ارتباطی تحصیل می کرد. قبل از رقابت در جشنواره زیبایی، با کارلوس آلبرتو، طراح مد پورتوریکویی همکاری می کرد. دل واله به سه زبان اسپانیایی، انگلیسی و فرانسه صحبت می کند.

## مراسم

### دوشیزه پورتوریکو ۲۰۱۶
استفانی در مراسم Miss Mundo de Puerto Rico 2016 برنده مسابقه استعدادهای درخشان شد و عنوان برنده را به خود اختصاص داد.

### دوشیزه دنیا ۲۰۱۶
وی در سال ۲۰۱۶ عنوان دوشیزه دنیا ۲۰۱۶ را به خود اختصاص داد.